# Кореницкий, Порфирий
Порфирий Кореницкий (укр. Порфир Кореницький) (19 февраля 1816, Изюмский уезд, Харьковская губерния — 15 февраля 1854, Изюмский уезд, Харьковская губерния) — малороссийский поэт.

## Биография
Автор сатирических поэм «Куряж» (распространялась в списках), «Вечерницы» (1841), басен, стихов, в которых наследовал бурлескный стиль «Энеиды» И. Котляревского. Используя в своих произведениях фольклорный материал, описывал крестьянский быт и обычаи.
В альманахе Александра Корсуна «Сніп» (1841) напечатал большую сатирическую поэму «Вечерницы» (укр. Вечорниці) — по отзыву Энциклопедии Брокгауза и Ефрона, «грубую по содержанию, но бойкую и живую по стиху». В альманахе Евгения Гребенки «Ластивка» (1841) поместил басню «Панько та Веретва», с сатирическими намеками на сельское духовенство. Как утверждается в историческом романе Миколы Сиротюка «Забелели снега», за свои сатирические стихи Кореницкий был исключён из семинарии и вскоре после этого в пьяном виде замёрз насмерть.
Похоронен в с. Кунье Изюмского уезда.